# Gare de Honjō-Waseda
La gare de Honjō-Waseda (本庄早稲田駅, Honjō-Waseda-eki) est une gare ferroviaire de la ville de Honjō, dans la préfecture de Saitama au Japon. Elle est exploitée par la compagnie JR East. Elle n'est desservie que par le Shinkansen.

## Situation ferroviaire
La gare est située au point kilométrique (PK) 57,7 de la ligne Shinkansen Jōetsu.

## Histoire
La gare a été inaugurée le 13 mars 2004.

## Service des voyageurs

### Accueil
La gare dispose d'un bâtiment voyageurs, avec guichets, ouvert tous les jours.

### Desserte
- Ligne Shinkansen Jōetsu :
  - voie 1 : direction Niigata
  - voie 2 : direction Tokyo
- Ligne Shinkansen Hokuriku :
  - voie 1 : direction Nagano